# Sono (departamento)

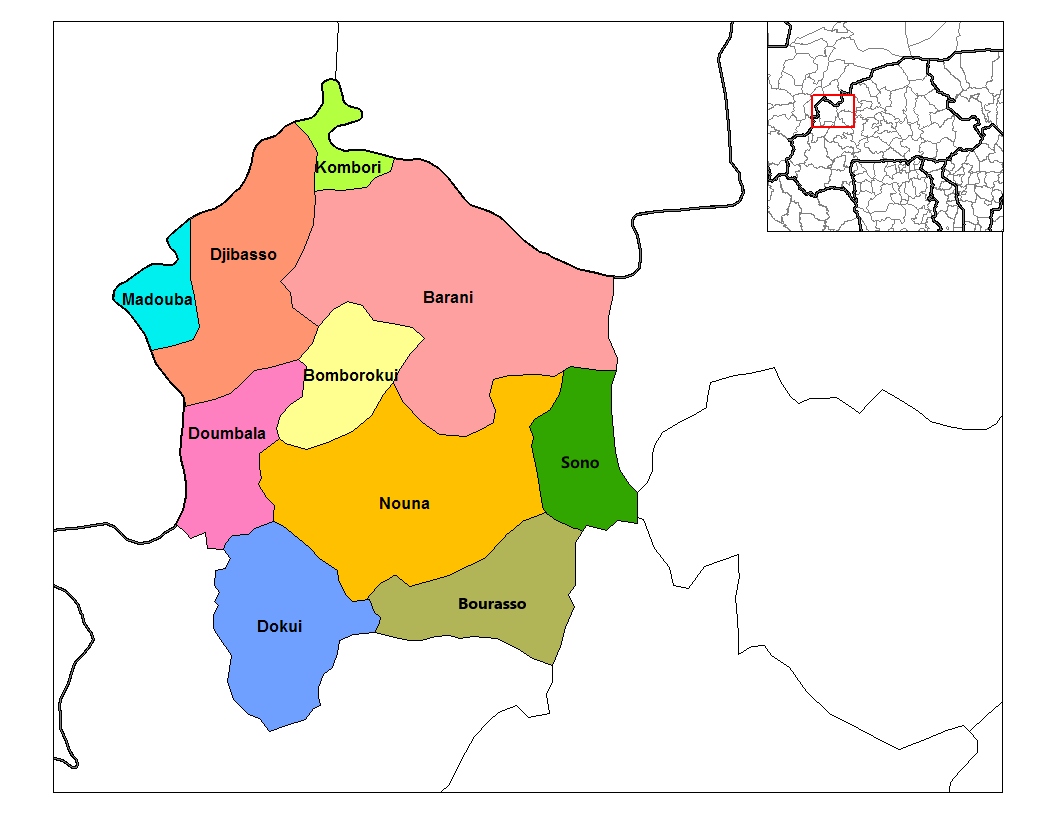

Sono é um dos dez departamentos da província de Kossi, no Burkina Faso.